# Ocean (glazbeni sastav, Split)
Ocean je hrvatski glazbeni sastav iz Splita.

## Povijest
Dino Damir Pleština je u autorskom i producentskom smislu pokrenuo ovaj glazbeni projekt. Okupio je skupinu splitskih glazbenih zanesenjaka. Pleština i Stjepan Radić od davnina surađuju. Prije mnogo godina u Tršćanskoj ulici u Splitu stanovali su vrata do vrata i zajednički su počeli raditi. Prvi su im radijski hitovi snimljeni u studiju Croatia Recordsa: Cvit oleandra i Kad tebe nema tu. Glazbeni put obilježile su povremene stanke. Početkom 2000-ih opet surađuju i ozbiljno se posvećuju pjesmama. Zatim su im došli Gordan Bulić i violinistica splitskog HNK Marica Vilibić. Prvi CD koji su snimili Vrata sna u znaku je dalmatinskog popa.
Početkom travnja 2019. objavili su svoj dvostruki album koji su dugo izrađivali Kad me pogledaš. Objavila ga je splitska nakladnička kuća Mosquito Records. Glavnu postavu benda na albumu čine autor i producent Dino Damir Pleština, koji svira gitaru i klavijature, te Stjepan Radić (lead vokal), Marica Vilibić (lead vokal & violina) i Gordan Bulić (lead vokal & acc. gitara).
Sadrži 20 skladba, žanrovski slojevitih, novijeg postanka, kao i ponajbolje radijske uspješnice nastle prijašnjih godina. Repertoar na albumu je od "morskih" balada, brzih i melodičnih pop-funky singlova s virtuoznim sax dionicama te snažnih pjevačkih refrena. Kompletni autor na albumu je Dino Pleština. Pjesme krase vokalne izvedbe Stjepana Radića, Marice Vilibić, Gordana Bulića, Bernarde Bruno, Eme Kuzmanić. Brojni su suradnici na albumu, a i svi poznatiji splitski studijski glazbenici radili su na njemu. Album prati i knjižica. Surađivali su Siniša Kovačić Kemija, Dražen Bogdanović i Željko Milić na saksofonskim dionicama, na gitarskim Zlatko Brodarić, Miro Alduk i legendarno Mladen Magud, na bubnjevima ponajbolji hrvatski bubnjari Jan Ivelić Pele, Marko Lazarić i Branimir Gazdik, na basu Josip Žaja, a prateći vokali su Brankica Brodarić, Mladen Magud, Teo Brajčić, Ana Dorotić i Vesna Ivić.
Snimili su spotove za singlove Život bez tebe, za radijsku uspješnicu baladu Sve što volim tvoje oči čuvaju (na top ljestvici Radio Dalmacije), koje je režirao Matko Petrić. Premijerno su trebali bbiti prikazani na HTV-u prigodom nastupa uživo u emisiji Kod nas doma svibnja 2019. godine, gdje su trebali predstaviti svoj album.
Nastupali su uživo uglavnom na pozive koncertnih organizatora ili RTV postaja prigodom promocije novih singlova i spotova: emisije Dobro jutro Hrvatska, emisija Music Pub Zlatka Turkalja i dr. Surađivali su s poznatim svjetskim producentima poput Phila Andersona, Sefi Camela (Simple Minds, Rod Stewart), Peter Dowset (Abbey Road Institute London), Andres Mayo (Grammy Award Mastering), Will Borza (La Recordist) te iznimno veliki producentski doprinos Mahira Sarihodžića iz Long Play Studija u Sarajevu. Aranžmane su radili i Remi Kazinoti, Mladen Magud, Miroslav Lesić, Nikša Bratoš, Igor Ivanović, Ivica Čović Pipo.

## Diskografija
- Vrata sna
- Kad me pogledaš, Mosquito records, 2019.

## Članovi
- Dino Damir Pleština - gitara i klavijature
- Stjepan Radić - vodeći vokal
- Marica Vilibić - vodeća vokalistica i violina
- Gordan Bulić - vodeći vokal i akustična gitara

## Vanjske poveznice
- Ocean na Facebooku
- Ocean na YouTubeu